# Franja Varga
Franja Varga war ein jugoslawischer Radrennfahrer und nationaler Meister im Radsport.

## Sportliche Laufbahn
Varga war Straßenradsportler. 1951 gewann er die nationale Meisterschaft im Straßenrennen vor Veselin Petrović. 1950 wurde er Zweiter der Jugoslawien-Rundfahrt hinter Franco Fanti aus Italien. 1955 beendete er das Etappenrennen als Zweiter hinter dem Österreicher Walter Müller.
1948 war er Teilnehmer der ersten Internationalen Friedensfahrt auf dem Kurs von Warschau nach Prag. Er belegte beim Sieg seines Landsmanns August Prosenik den 13. Platz in der Gesamtwertung.